# James Bridie
James Bridie (pseudonimo di Osborne Henry Mavor) (Glasgow, 3 gennaio 1888 – Edimburgo, 29 gennaio 1951) è stato uno scrittore e drammaturgo scozzese, sceneggiatore e medico chirurgo, assunse lo pseudonimo dal nome di suo nonno e cognome di sua nonna.

## Biografia
Mavor studiò medicina all'Università di Glasgow laureandosi nel 1913, e successivamente servì quale dottore militare durante la prima guerra mondiale, al fronte in Francia e Mesopotamia. Le sue commedie ebbero successo a Londra e decisie quindi di dedicarsi esclusivamente a scrivere nel 1938. Ciò nonostante, ritornò come medico nell'esercito durante la seconda guerra mondiale.
Uno dei principali fondatori del Citizens Theatre (Teatro Cittadino) di Glasgow con suo cugino, l'autore Guy McCrone, Bridie fu anche uno dei promotori dell'istituzione del Festival di Edimburgo.
Bridie lavorò col regista Alfred Hitchcock alla fine degli anni 1940, nei seguenti film:
- Il caso Paradine (1947).  Bridie scrisse la sceneggiatura originale e Ben Hecht contribuì ulteriore dialogo. Tuttavia, a causa dell'assegnazione delle parti, i personaggi dovettero esser cambiati e David O. Selznick riscrisse la sceneggiatura finale.
- Il peccato di Lady Considine (o Sotto il capricorno, 1949)[1]
- Paura in palcoscenico (1950)[1]

Nel 1923 sposò Rona Locke Bremner (1897–1985). Loro figlio fu ucciso durante la seconda guerra mondiale. Un altro figlio, Ronald (1925–2007) divenne sia medico che drammaturgo, critico teatrale del quotidiano The Scotsman dopo essere andato in pensione come dottore, inoltre direttore dello Scottish Arts Council e Vice Presidente del Festival di Edimburgo. Ronald è stato anche professore docente di dramma e Capo del Dipartimento di Dramma all'Università di Saskatchewan, poi nominato C.B.E. nel 1971.
James Bridie morì a Edimburgo di colpo apoplettico ed è sepolto nella Glasgow Western Necropolis.  La Biblioteca Bridie della Università di Glasgow è intitolata a suo nome.

## Opere
- Some Talk of Alexander (1926), libro, sue esperienze come medico nell'esercito
- The Sunlight Sonata o To Meet the Seven Deadly Sins (1928) pubblicato sotto lo pseudonimo Mary Henderson, diretto da Tyrone Guthrie
- The Switchback (1929), con Brandane
- What It Is to Be Young (1929)
- The Girl Who Did Not Want to Go to Kuala Lumpur (1930)
- The Pardoner's Tale (1930)
- Tobias and the Angel (1930)[8]
- The Amazed Evangelist (1931)
- The Anatomist (1931)
- The Dancing Bear (1931)
- Jonah and the Whale (1932)
- A Sleeping Clergyman (1933)
- Marriage Is No Joke (1934)
- Colonel Witherspoon o The Fourth Way of Greatness (1934)
- Mary Reed (con Claude Gurney) (1934)
- The Tragic Muse (1934)
- The Black Eye (1935)
- Storm in a Teacup (Adaptation) (1936)  Based on Bruno Frank's Sturm im Wasserglas
- Susannah and the Elders (1937)
- The King of Nowhere (1938)
- Babes in the Wood (1938)
- The Last Trump (1938)
- The Kitchen Comedy Radio play, (1938)
- The Letter Box Rattles (1938)
- One Way of Living (1939) – Autobiografia[9]
- What Say They? (1939)
- The Sign of the Prophet Jonah dramma radiofonico (1942) adattamento di Giona e la balena
- The Dragon and the Dove o How the Hermit Abraham Fought the Devil for His Niece (1943)
- Jonah 3 (1942) versione riveduta di Jonah and the Whale
- Holy Isle (1942)
- A Change for the Worse 1943
- Mr. Bolfry 1943
- Tedious and Brief (1944)
- Lancelot 1945
- Paradise Enow 1945
- The Pyrate's Den (1946) inedito, scritto sotto lo pseudonimo di Archibald P. Kellock
- Gog and Magog 1948
- It Depends What You Mean 1949
- The Forrigan Reel Ballad opera 1949
- Dr. Angelus 1949
- John Knox 1949
- Daphne Laureola 1949[10]
- The Golden Legend of Shults 1949
- Mr. Gillie 1950
- The Queen's Comedy 1950
- The Baikie Charivari or The Seven Prophets 1953
- Meeting at Night (con Archibald Batty) 1954
- (Adattamento) L'anitra selvatica basato su Vildanden di Henrik Ibsen
- (Adattamento) Liliom basato sull'omonimo dramma di Ferenc Molnár
- (Adattamento) Hedda Gabler di Henrik Ibsen
- (Adattamento) Il misantropo basato su Le Misanthrope di Molière

## Citazione
- "La noia è un segno di ignoranza soddisfatta, apprensione smussata, simpatie grossolane, comprensione sorda, deboli capacità di attenzione e irreclaimable fragilità di carattere."